# Tympanogaster crista
Tympanogaster crista är en skalbaggsart som beskrevs av Perkins 2006. Tympanogaster crista ingår i släktet Tympanogaster och familjen vattenbrynsbaggar. Inga underarter finns listade i Catalogue of Life.